# Jours-en-Vaux
Jours-en-Vaux ist eine Ortschaft und eine ehemalige französische Gemeinde mit 94 Einwohnern (Stand: 1. Januar 2019) im Département Côte-d’Or in der Region Bourgogne-Franche-Comté. Sie gehörte zum Arrondissement Beaune und zum Kanton Arnay-le-Duc. 
Mit Wirkung vom 1. Januar 2016 wurden die früheren Gemeinden Ivry-en-Montagne und Jours-en-Vaux zu einer Commune nouvelle namens Val-Mont zusammengelegt. Die ehemaligen Gemeinden verfügen in der neuen Gemeinde über den Status einer Commune déléguée. Der Verwaltungssitz befindet sich im Ort Jours-en-Vaux.

## Lage
Nachbarorte sind Champignolles im Westen, Saussey im Norden, Montceau-et-Écharnant im Nordosten, Cussy-la-Colonne und Ivry-en-Montagne im Osten und Molinot im Süden.

## Bevölkerungsentwicklung

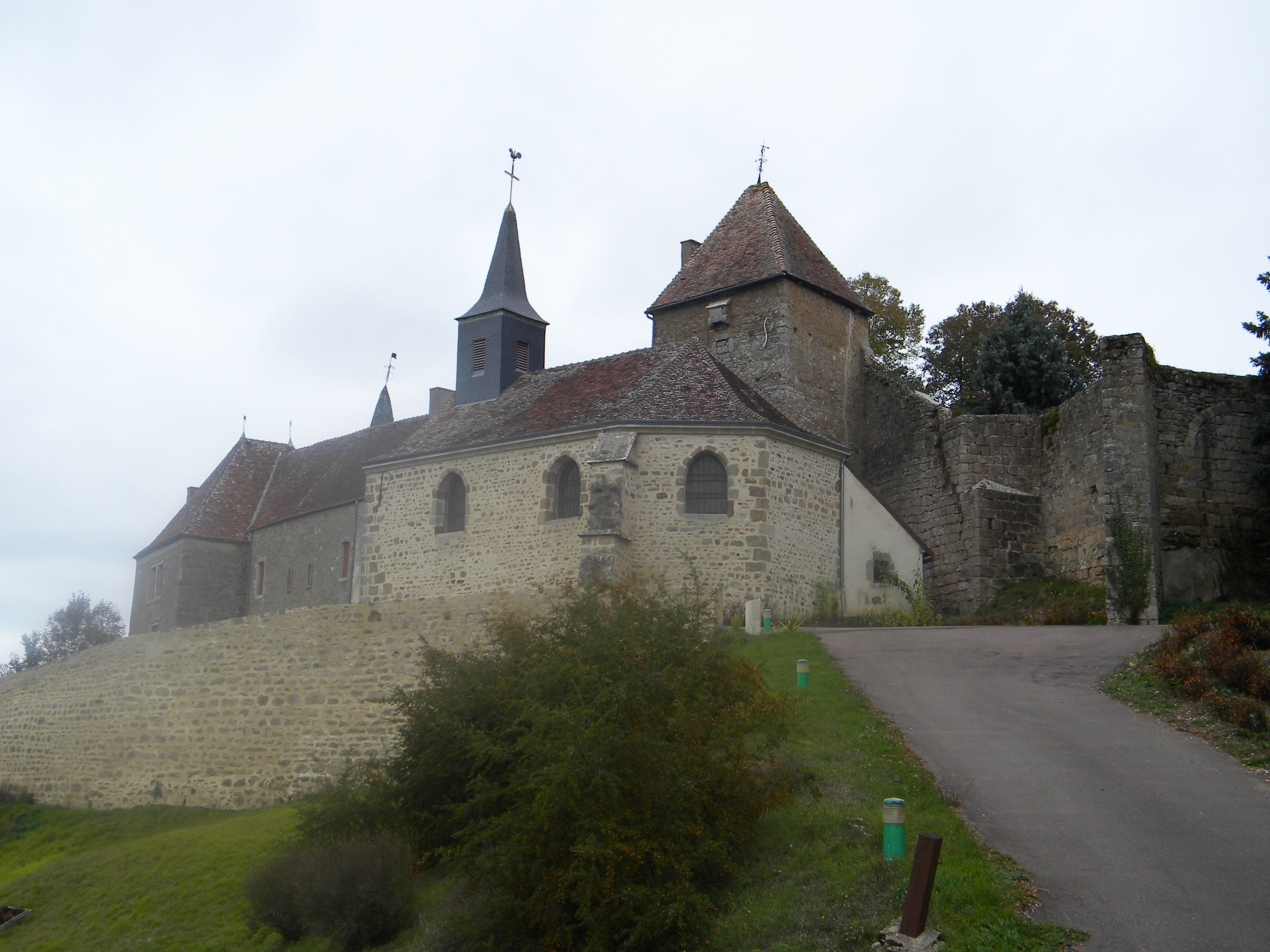
Himmelfahrts-Kirche

| Jahr      | 1962 | 1968 | 1975 | 1982 | 1990 | 1999 | 2008 | 2015 |
| --------- | ---- | ---- | ---- | ---- | ---- | ---- | ---- | ---- |
| Einwohner | 172  | 153  | 134  | 114  | 92   | 94   | 97   | 102  |